# 卡奇干湖

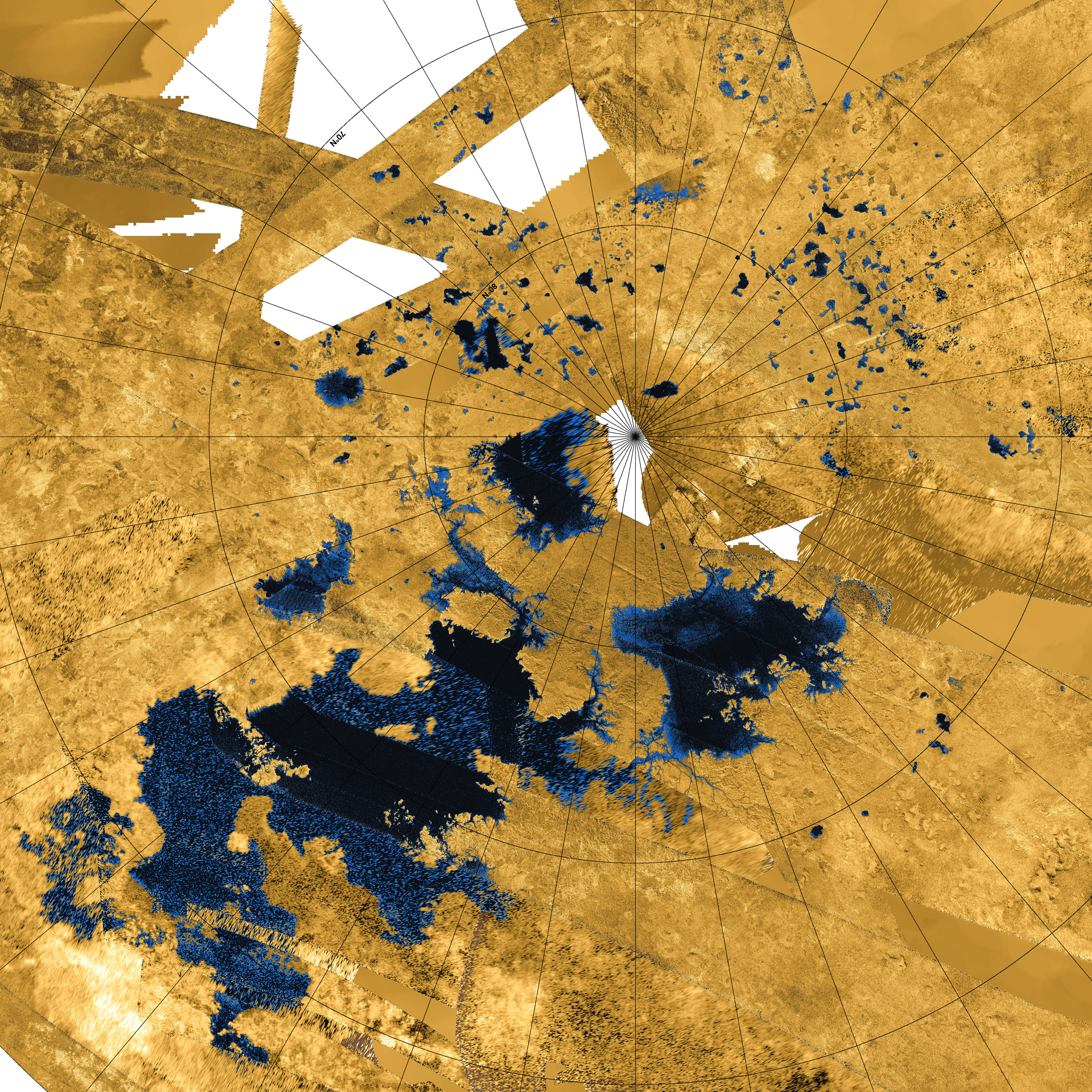
显示了碳氢化合物海洋和湖泊的土卫六北极区合成孔径雷达拼接图

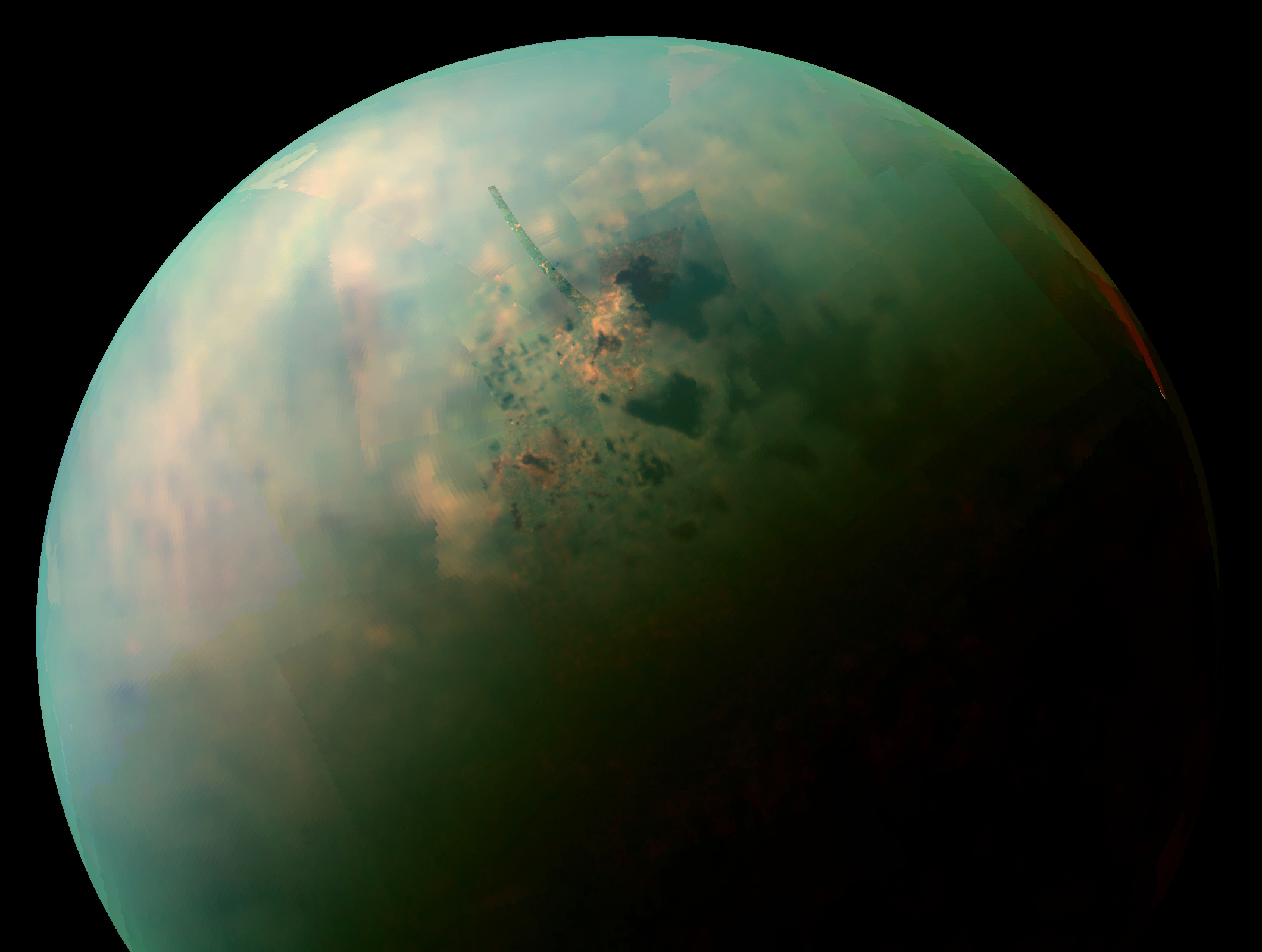
“卡西尼号”拍摄的土卫六北极海洋及湖泊的近红外照片

卡奇干湖（Kutch Lacuna）是土卫六上一座大型间歇性湖泊。
它位于土卫六表面北纬88.4度、西经217度，长约175公里，由液体乙烷和甲烷组成并被“卡西尼-惠更斯号太空探测器探测到。有迹象表明，卡奇干湖是一座间歇性“湖泊”，因此，在2013年以印度与巴基斯坦边界上的大卡奇沼泽地命名了它。